# Jules Lachelier
Jules Lachelier, född den 27 maj 1832 i Fontainebleau, Seine-et-Marne, död den 26 januari 1918 i Paris, var en fransk filosof.
Lachelier var professor vid École normale supérieure i Paris. Påverkad av Félix Ravaisson-Mollien och Maine de Biran i kunskapsteoretiskt respektive metafysiskt avseende utbildade Lachelier en filosofisk lära, som han kallade spiritualistisk realism, vilken blev av betydelse för tänkare som Henri Bergson och Émile Boutroux. Genom att påvisa kausalitetens otillräcklighet som förklaringsgrund sökte Lachelier motivera ett teleologiskt betraktelsesätt. Lacheliers främsta arbeten är Du fondement de l'induction (1871, 2:a upplagan 1895) och Psychologie et metaphysique (1885).